# 8818 Hermannbondi
A 8818 Hermannbondi (ideiglenes jelöléssel 1985 RW2) a Naprendszer kisbolygóövében található aszteroida. Henri Debehogne fedezte fel 1985. szeptember 5-én.